# 新潮文庫の絶版100冊
新潮文庫の絶版100冊（しんちょうぶんこのぜっぱんひゃくさつ）は、新潮社から2000年に発行されたCD-ROMを用いてパソコンのディスプレイ上で読む電子書籍である。
新潮社の絶版になった文庫から100冊を選出し1枚のCD-ROMに収録しているが、シリーズものも含むため、収録された書籍数は158冊、55,000ページにおよぶ。
新潮文庫のCD-ROM化製品では、『新潮文庫の100冊』（1995年）、『新潮文庫 明治の文豪』（1997年）、『新潮文庫 大正の文豪』（1997年）、『新潮文庫 シャーロック・ホームズ全集』（1998年）があり、他社刊行のものも含んだ『シェイクスピア大全 CD-ROM版』（2003年）も出ている。

## 収録作品
海外文学32作品を含む
| - 『われらが風狂の師』青山光二 - 『地唄』有吉佐和子 - 『七人の敵が居た』石川達三 - 『人間の壁』石川達三 - 『石中先生行状記』石坂洋次郎 - 『化石の森』石原慎太郎 - 『氾濫』伊藤整 - 『下駄の上の卵』井上ひさし - 『射程』井上靖 - 『子を貸し屋』宇野浩二 - 『食卓のない家』円地文子 - 『ながい旅』大岡昇平 - 『巴里祭／河明り』岡本かの子 - 『或る聖書』小川国夫 - 『虫のいろいろ』尾崎一雄 - 『人生劇場』尾崎士郎 - 『帰郷』大佛次郎 - 『宗方姉妹』大佛次郎 - 『おどんな日本一』海音寺潮五郎 - 『新しい天体』開高健 - 『湿原』加賀乙彦 - 『女の警察』梶山季之 - 『新吾十番勝負』川口松太郎 - 『鶴八鶴次郎／明治一代女』川口松太郎 - 『聖ヨハネ病院にて』上林暁 - 『真珠夫人』菊池寛 - 『暖流』岸田國士 - 『末枯／大寺学校』久保田万太郎 - 『暗い旅』倉橋由美子 - 『停年退職』源氏鶏太 - 『海燕』小島政二郎 - 『過越しの祭』米谷ふみ子 - 『都会の憂鬱』佐藤春夫 - 『永遠なる序章』椎名麟三 | - 『娘と私』獅子文六 - 『ノンちゃんの冒険』柴田翔 - 『出発は遂に訪れず』島尾敏雄 - 『生活の探求』島木健作 - 『エトランゼエ』島崎藤村 - 『地上』島田清次郎 - 『おとこ鷹』子母沢寛 - 『巴里に死す』芹沢光治良 - 『如何なる星の下に』高見順 - 『落城／足摺岬』田宮虎彦 - 『肉体の門／肉体の悪魔』田村泰次郎 - 『暦』壺井栄 - 『太陽のない街』徳永直 - 『仇討浄瑠璃坂』直木三十五 - 『竹沢先生と云ふ人』長与善郎 - 『厭がらせの年齢』丹羽文雄 - 『顔』丹羽文雄 - 『真知子』野上弥生子 - 『てろてろ』野坂昭如 - 『珠玉百選 銭形平次捕物控』野村胡堂 - 『一本刀土俵入』長谷川伸 - 『丹下左膳』林不忘 - 『清貧の書／牡蠣』林芙美子 - 『糞尿譚』火野葦平 - 『死の島』福永武彦 - 『さきに愛ありて』藤原審爾 - 『雪夫人絵図』舟橋聖一 - 『生まざりしならば／入江のほとり』正宗白鳥 - 『播州平野／風知草』宮本百合子 - 『愛慾／その妹』武者小路実篤 - 『性に眼覚める頃』室生犀星 - 『流離譚』安岡章太郎 - 『波』山本有三 - 『旅愁』横光利一 | - 『ベン・ハー』ルー・ウォーレス - 『事件の核心』グレアム・グリーン - 『死せる魂』ゴーゴリ - 『贋金つかい』アンドレ・ジッド - 『三色菫／溺死』シュトルム - 『輪舞』シュニッツラー - 『花のノートルダム』ジャン・ジュネ - 『飛ぶのが怖い』エリカ・ジョング - 『アイヴァンホー』スコット - 『アンクル・トムス・ケビン』ストー夫人 - 『収容所群島』ソルジェニーツィン - 『ビーグル号航海記』ダーウィン - 『汝の父を敬え』ゲイ・タリーズ - 『猟人日記』ツルゲーネフ - 『オリヴァ・ツィスト』ディケンズ - 『アルルの女』ドーデ - 『アメリカの悲劇』ドライザー - 『夢見るブゥルジョア娘』ドリュウ・ラ・ロッシェル - 『火の娘』ネルヴァル - 『帰郷』トマス・ハーディ - 『野生の棕櫚』フォークナー - 『フロイト自伝』フロイト - 『三つの物語』フローベル - 『他人の血』ボーヴォワール - 『人間の条件』マルロー - 『セクサス』ヘンリ・ミラー - 『小間使の日記』ミルボー - 『コロンバ』メリメ - 『ベラミ』モーパッサン - 『女学者／気で病む男』モリエール - 『危険な関係』ラクロ - 『恋する女たち』ロレンス |

## その他
エキスパンドブックの形式(EBK)で収録されており、専用ソフト（Expand BookBrowser：Windows、Macintosh対応）が付属している。